# Aimee Willmott
Aimee Willmott (ur. 26 lutego 1993 w Middlesbrough) – brytyjska pływaczka, specjalizująca się w stylu dowolnym i zmiennym.
Brązowa medalistka mistrzostw Europy na krótkim basenie z Chartres (2012) na 800 m stylem dowolnym. Dwukrotna srebrna medalistka mistrzostw Europy juniorów z Pragi (2009) na 200 i 400 m stylem zmiennym.
Uczestniczka igrzysk olimpijskich z Londynu (2012) na 400 m stylem zmiennym (11. miejsce).